# Tetrastichus chvalynicus
Tetrastichus chvalynicus är en stekelart som beskrevs av Kostjukov 1978. Tetrastichus chvalynicus ingår i släktet Tetrastichus och familjen finglanssteklar. Inga underarter finns listade i Catalogue of Life.